# Falsoplocia flavicollis
Falsoplocia flavicollis är en skalbaggsart som beskrevs av Stefan von Breuning 1975. Falsoplocia flavicollis ingår i släktet Falsoplocia och familjen långhorningar. Inga underarter finns listade i Catalogue of Life.